# Chocolate Milk (gruppo musicale)
I Chocolate Milk sono una band statunitense di musica funk, soul e rhythm and blues originaria di New Orleans.

## Carriera
Il nucleo originario della band era formato da otto elementi: il cantante Frank Richard, il sassofonista Amadee Castenell, il trombettista Joseph Smith III (conosciuto anche come Joe Foxx), il chitarrista Mario Tio, il bassista Earnest Dabon, il tastierista Robert Dabon, il batterista Dwight Richards ed il percussionista Ken Williams. Venuti in contatto con l'autore e produttore Allen Toussaint, celebre soprattutto per essere colui che lanciò, tra i vari gruppi e musicisti che gravitavano nella sua orbita, i Meters tra le star del firmamento della scena Funk americana ed in particolare di quella di New Orleans, i Chocolate Milk iniziarono la loro carriera musicale suonando come la band da studio personale di Touissant. Nel 1975 la band, dopo aver siglato un contratto con la casa discografica RCA, pubblica il suo primo LP intitolato Action Speaks Louder Than Words, a cui fa seguito nel 1976 l'album omonimo  Chocolate Milk. Nello stesso anno il gruppo collabora con Allen Touissant suonando dal vivo nel suo tour e nell'album New Orleans Jazz And Heritage Festival. Sempre nel 1976 esce ancora un altro album dei Chocolate Milk, Comin. Nel 1977 è la volta di We're All In This Together, disco che grazie a brani come Grand Theft e Girl Callin è considerato uno dei più riusciti della band. Nel 1979 la band pubblica l'LP Milky Way, a cui fa seguito, nel 1980 Hipnotism. L'album è il primo realizzato dai Chocolate Milk senza la produzione di Allen Toussaint, dalla cui supervisione la band preferisce sganciarsi. Nel periodo seguente la separazione da Touissaint la band si sposterà per la realizzazione dei suoi successivi lavori da New Orleans a Los Angeles ed infine a Memphis, Tennessee. Nel 1981 esce l'album Blue Jeans, disco di cui si ricorda in particolar modo la title track, il cui singolo riuscì a raggiungere la quindicesima posizione delle classifiche soul, ed infine nel 1982 la band pubblica il suo ultimo LP da studio, intitolato Friction.

## Gli anni recenti
I Chocolate Milk, ufficialmente sciolti nel 1983 a causa dell'impossibilità di trovare un elemento che potesse sostituire Touissant alla guida artistica e discografica della band, e dopo la non soddisfacente risposta del pubblico all'ultimo album, oltre a dissidi sorti tra i membri della formazione (alcuni componenti della quale avevano abbandonato il gruppo), si sono riuniti agli inizi degli anni 2000, partecipando e suonando dal vivo a diversi festival di musica jazz e R&B.

## Discografia

### Album studio
- 1975 - Action Speaks Louder Than Words
- 1976 - Chocolate Milk
- 1976 - Comin
- 1977 - We're All In This Together
- 1979 - Milky Way
- 1980 - Hipnotism
- 1981 - Blue Jeans
- 1982 - Friction

### Compilations
- 1998 - The Greatest Grooves Of Chocolate Milk - Ice Cold Funk
- 2000 - The Best Of Chocolate Milk
- 2002 - The Best Of Chocolate Milk
- 2010 - We're All In This Together/Milky Way